# Slag bij Adairsville
De Slag bij Adairsville vond plaats op 17 mei 1864 in Bartow County Georgia tijdens de Amerikaanse Burgeroorlog. Deze korte strijd was een Zuidelijk vertragingsmanoeuvre zodat generaal Joseph E. Johnston zijn leger naar nieuwe defensieve stellingen kon leiden bij Cassville.

## Achtergrond
Na de Slag bij Resaca trok generaal Joseph E. Johnston zijn leger verder terug in zuidelijke richting. Hij werd op de voet gevolgd door de Noordelijken onder leiding van generaal-majoor William Tecumseh Sherman. De Zuidelijken vonden niet onmiddellijk het terrein om goede defensieve stellingen in te nemen ten zuiden van Calhoun. Daarom trokken de Zuidelijken verder naar Adairsville. Ondertussen probeerde de Zuidelijke cavalerie met achterhoedegevechten de Noordelijke opmars te vertragen.

## De slag
Toen Johnston zijn leger over de Oostanaula-rivier geleid had, probeerde hij een sterke defensieve stelling te betrekken om de Noordelijken te verleiden tot frontale aanvallen tegen zijn linies. Hij hoopte stellingen te kunnen innemen bij Calhoun. Toen hij daar niets vond trok zijn leger tijdens de nacht van 16 op 17 mei verder naar Adairsville. Sherman volgde hen op de voet en splitste zijn leger in drie colonnes zodat hij op een breed front kon oprukken. Langs de marsroutes vonden er voortdurend schermutselingen plaats zonder dat de beide hoofdmachten dienden te strijden.
Op een 4 km ten noorden van Adairsville botste het Noordelijke IV Corps onder leiding van Oliver Otis Howard op de ingegraven eenheden van William J. Hardees korps. De 44th Illinois en de 24th Wisconsin onder leiding van majoor Arthur MacArthur, Jr. (vader van Douglas MacArthur viel de divisie aan van Benjamin Cheatham aan. De Noordelijken leden zware verliezen. De rest van Howards korps nam hun slaglinies in maar de aanval ging op bevel van Thomas niet door. Bij Adairsville zocht Johnston opnieuw naar een geschikt terrein om slag te leveren. Ook daar werd Johnston opnieuw ontgoocheld en diende verder te trekken. Terwijl hij zijn leger verder terugtrok, werkte hij een plan uit om ten minste een deel van Shermans leger te verslaan. Ten zuiden van Adairsville liepen twee wegen, één in de richting van Kingston en de andere in de richting van Cassville. Johnston ging ervan uit dat Sherman zijn leger verder zou opsplitsen om optimaal van de wegen gebruik te kunnen maken. Hier zou Johnston één vijandelijke colonne kunnen aanvallen.
Tijdens de nacht van 17 op 18 mei stuurde Johnston William J. Hardees korps naar Kingston terwijl hij de rest van het leger naar Cassville leidde. Hij hoopte dat Sherman zou denken dat de hoofdmacht bij Kingston lag en daar zijn troepen zou concentreren. Hardee zou de Noordelijke opmars tegenhouden terwijl Johnston met Leonidas Polk en John B. Hood de kleinere Noordelijke colonne op weg naar Cassville zou vernietigen.
Sherman deed wat Johnston gehoopt had. Sherman stuurde James B. McPherson en het grootste deel van George H. Thomas leger naar Kingston terwijl enkel John Schofield en een korps van Thomas naar Cassville oprukte. In de vroege ochtend kreeg Hood het bevel om 1,5 km ten oosten van de Adairsville-Cassvilee Road een slaglinie te formeren naar het westen kijkend. Polk zou de Noordelijke voorhoede aanvallen waarop Hood de vijandelijke linkerflank zou oprollen. Terwijl Hood zijn stellingen innam, botste hij op Noordelijke soldaten verderop in oostelijke richting. Dit was een groot gevaar voor Hood. Indien hij zijn bevel zou uitvoeren en zijn slaglinie in westelijke richting zou formeren, dan zouden de Noordelijken zijn flank en achterhoede kunnen treffen. Na een korte schermutseling, plooide Hood zich terug naar de stellingen van Polk. Johnston, die dacht dat zijn kans verkeken was, gaf bevel aan Hood en Polk om naar stellingen te trekken ten oosten en ten zuiden van Cassville. Daar sloten ze zich aan bij Hardee die uit Kingston verjaagd was. Johnston stelde zijn leger op een heuvelrug op en hoopte dat Sherman hem zou aanvallen op 20 mei.
Toen de Noordelijken niet aanvielen, trokken de Zuidelijken zich tijdens de nacht terug over de Etowah-rivier. Het moreel van de troepen was laag. Ze hadden sterke stellingen bij Dalton verlaten en zich terug getrokken via Resaca, Calhoun en Adairsville. Nu trokken ze zich opnieuw terug. Hoewel hun moreel de komende dagen opnieuw zou stijgen, had hun vertrouwen in hun leider Johnston een zware opdoffer gekregen.